# Yurimaguas

Yurimaguas é a capital da Província de Alto Amazonas, situada no Departamento de Loreto, pertencente a região de Loreto, na zona central do Peru. Localizada na confluência dos rios Huallaga e Paranapura na selva peruana, sua temperatura varia entre 26 °C e 33 °C.
A palavra "Yurimaguas" provém da fusão do nome de grupos étnicos Yuris (antigos habitantes da região das cabeceiras do Acre) e Omáguas. Purus, Yurua e Omáguas foram formados por vários grupos de região. Localizado a 148 metros de altitude em 2007, contava com 45,348 habitantes ocupando 10.175 vivendas.
Localizado na Baixa Floresta, dispõe de culturas tropicais, como cana-de-açúcar, banana, algodão e rapé. Embora, desde 1937, tenha o aeroporto Moisés Benzaquén Rengifo Airport, o tráfego ao longo do rio é muito ativo, enfatizando como o porto fluvial. Por ele, ocorrem movimentação de grandes quantidades de madeira. Não só na sua área de indústrias de processamento de alimentos, têxteis e produtos de consumo, mas também de cerâmica. É ligado por estrada para Tarapoto e Moyobamba, e através do corredor Pachiza Huallaga e Cuchillanqui e Trujillo, na costa; também para Paita através do Norte Interoceânica.
Na região há diversas igrejas católicas, possuindo assim um território intitulado de Vicariato Apostólico de Yurimaguas, também conhecido como Vicariato Apostólico de San Gabriel do Sorrowful a Marañón.